# Syrianos
Syrianos (gr.: Συριανός, Syrianós, zm. ok. 437 n.e.) – grecki filozof, neoplatonik, nauczający w Atenach na początku V wieku n.e. Nauczyciel Proklosa.
Syrianos w starożytności zwany „Wielkim” był nauczycielem filozofii w Atenach pod koniec IV i na początku V wieku. Urodzony w Aleksandrii w drugiej połowie IV wieku, przybył do Aten studiować u Plutarcha z Aten (ok. 350-432), który wznowił studia nad filozofią platońską w Atenach. Po śmierci Plutarcha Syrianos został kierownikiem założonej przez niego szkoły. Pod koniec życia został nauczycielem młodego Proklosa, który po jego śmierci w 437 roku zastąpił go na stanowisku kierownika szkoły. Z licznych pism Syriana pozostały tylko komentarze do czterech ksiąg Metafizyki Arystotelesa.

## Życie
Marinos w swoim Życiu Izydora opisuje Syriana jako uderzająco przystojnego, wysokiego mężczyznę o fascynującej umysłowości. Syn nieznanego skądinąd Filoksenosa, przyszedł na świat w Aleksandrii w drugiej połowie IV wieku. W rodzinnym mieście otrzymał wykształcenie retoryczne i być może filozoficzne. Nie wiadomo kiedy przybył do Aten. Spędził tam resztę życia, najpierw jako uczeń Plutarcha Młodszego, a od 432 roku jego następca na stanowisku kierownika (scholarchy) szkoły filozoficznej. Jeśli komentarz do Hermogenesa jest mu prawidłowo przypisany, musiał się ożenić, komentarz jest bowiem przez autora dedykowany synowi Aleksandrowi. Badania archeologiczne wskazują, że szkoła Plutarcha, przejęta później przez Syriana mieściła się w kompleksie budynków, położonym niedaleko teatru Dionizosa na południowym zboczu Akropolu. Przypuszcza się, że Syrianos zmarł w 437 roku, kiedy to Proklos zastąpił go na stanowisku kierownika szkoły, a inny jego utalentowany uczeń Domninos z Larisy, powrócił do rodzinnego miasta. Został pochowany na zboczu ateńskiego wzgórza Lykabetos .
Marionsowi zawdzięczamy również informację o Syrianie jako nauczycielu. Po przybyciu do Aten Proklos jeszcze pod okiem Plutarcha zapoznał się z O duszy Arystotelesa i z platońskim Fedonem. Syrianos w ramach przygotowania Proklosa do studiowania Paltona oraz ewentualnie hymnów orfickich i wyroczni chaldejskich zaznajomił swego ucznia z prawie całym korpusem pism Arystotelesa (Arystotelesowymi traktatami z logiki, etyki, polityki, fizyki i teologii, zapewne w tym właśnie porządku). W wykładzie Syriana Arystoteles, pomimo poszukiwania harmonii między obydwoma filozofami, zajmował zdecydowanie poślednie miejsce .

## Prace Syriana
Z dorobku Syriana pozostały tylko fragmenty. Księga Suda, bizantyńska encyklopedia z X wieku, podaje, że Syrianos napisał 7 ksiąg komentarza do Homera, 4 do Państwa Platona, 2 na temat teologii orfickiej, traktaty o bogach homeryckich i na temat zgodności pomiędzy Orfeuszem, Pitagorasem i Platonem na temat wyroczni (w co najmniej 10 księgach). Lista ta niewątpliwie nie jest pełna, skoro nie wymienia komentarzy do Arystotelesa. Nie można również zweryfikować jej poprawności. Nie jest wszakże niemożliwe, by platoński filozof pisał na temat Homera czy hymnów orfickich. Krótko przed śmiercią Syrianos zapowiedział Proklosowi i Domninosowi, że da im wykłady na temat wyroczni chaldejskich albo hymnów orfickich .
Komentarze Syriana cieszyły się wielkim powodzeniem u późniejszych neoplatoników (Izydor i Damascjusz uważali go za jednego z najlepszych egzegetów) i często go cytowali i wzmiankowali w swoich pismach. Na podstawie rozproszonych wzmianek w tekstach innych autorów R. L. Cardullo ustalił, że oprócz zachowanego komentarza do 4 ksiąg Metafizyki, Syrianos napisał również komentarze do Hermeneutyki, Kategorii, Analityk pierwszych, Fizyki, O niebie i O duszy Arystotelesa. Asklepios z Tralles (poł. VI w.) zachował w swoim komentarzu do Metafizyki 2 fragmenty z Syrianowego komentarza do kisęgi VII (Z). Z tekstów Proklosa wynika również, że Syrianos komentował Timajosa i Parmenidesa Platona .
Syrianos pisał swoje komentarze z tendencją, mającą wykazać zgodność prawdziwej nauki Platona, podanej tak jak ją tłumaczyli neoplatonicy, z dawniejszymi od niego natchnionymi poetami i filozofami, a w Arystotelesie ukazać przygotowanie, zresztą niejednokrotnie niedoskonałe do neoplatonizmu.
Komentarze Syriana do Metafizyki Arystotelesa zachowały się w około 18 rękopisach z XV i XVI wieku, z których dwa Parisinus Graecus 1896 i Hamburgensis phil. gr. 2 są lepsze od pozostałych. Zachowane komentarze dotyczą 4 z 14 ksiąg Metafizyki. Prace Syriana stanowią zbiór trzech odrębnych traktatów. Pierwszy dotyczy księgi III (beta), drugi – księgi IV (gamma), trzeci – ksiąg XIII i XIV (mi i ni). W pierwszym traktacie zatytułowanym Syrianos syn Filoksenosa na temat trudności logicznych i tematów wymagających dyskusji w księdze beta Arystotelesowej Metafizyki Syrianos daje streszczenie Księgi I i II Metafizyki, przedstawia temat i metodę pierwszej filozofii Arystotelesa i wyjaśnia co myśli o zawartych w niej trudnościach. W drugim traktacie Syrianos zajmuje się pierwszą filozofią jako nauką o bycie i o wszystkich właściwościach bytu i broni zasady niesprzeczności (dla wszystkich P, nie może ono być zarazem P i nie-P). W traktacie trzecim, na temat trudności Arystotelesa z matematyką i liczbami, broni platonizmu i pitagoreizmu przed krytyką Arystotelesa .
Pod imieniem Syriana Sofisty tj. Retora zachował się też komentarz do De statibus i De ideis Hermogenesa z Tarsos. Liczne cytaty z Platona, późnych platończyków i Arystotelesa oraz brak wątpliwości co do autorstwa Syriana, sprawiają, że ta praca jest mu tradycyjnie przypisywana. Komentarz nie zawiera elementów filozoficznych, zawiera natomiast sporo nawiązań do większych i mniejszych pisarzy greckich, przez co dowodzi dobrej znajomości tradycji literackiej wśród pogańskich filozofów późnego antyku .

## Wpływ
Ponieważ większość prac Syriana zaginęła, nie jest łatwo określić jego wpływ na potomnych. Syrianos miał dwóch ważnych uczniów, którzy zadecydowali o kształcie kultury filozoficznej w Aleksandrii i w Atenach. Pierwszym był Hermiasz z Aleksandrii, ojciec wpływowego komentatora Arystotelesa, Amoniusza. Hermiasz nie został w Atenach, lecz powrócił do Aleksandrii, uczyć filozofii. Zachowały się jego transkrypcje lekcji (scholiów) do Platońskiego Fajdrosa. Generalnie przyjmuje się, że praca ta powstała na podstawie lekcji Syriana, jakkolwiek Hermiasz w żadnym miejscu go nie wymienia. Drugim, bardziej jeszcze znakomitym uczniem Syriana, był Proklos, który, z kolei, często cytuje Syriana w swoich pracach. Proklos posiadał niezwykłą łatwość syntetyzowania i systematyzowania platonizmu i zakłada się, że sporo zawdzięcza tu Syrianowi .
Kopie Syrianowego komentarza do Metafizyki służyły w Aleksandrii kilku pokoleniom filozofów. W połowie VI wieku korzystał z niego Asklepios z Tralles przy pisaniu swego komentarza, a jeśli przypisywanie Metafizyki Pseudo-Aleksandra Michałowi z Efezu jest słuszne, to był jeszcze znany w Konstantynopolu w XII wieku. Pierwszego renesansowego tłumaczenia pracy Syriana na łacinę dokonał Bagnoli. Opublikował je w Wenecji w 1558 roku .

## Lista dzieł Syriana
- Komentarz do Metafizyki Arystotelesa (zachował się komentarz do czterech z czternastu ksiąg)
- Komentarze do Hermeneutyki, Kategorii, Analityk pierwszych, Fizyki, O niebie i O duszy Arystotelesa (zaginęły),
- Komentarze do Timajosa, Parmenidesa i Państwa Platona (zaginęły),
- Komentarz do Homera (siedem ksiąg, zaginął),
- Komentarz na temat teologii orfickiej (zaginął),
- Traktaty o bogach homeryckich i na temat zgodności pomiędzy Orfeuszem, Pitagorasem i Platonem na temat wyroczni (w co najmniej dziesięciu księgach, zaginęły)
- Komentarz do De statibus i De ideis Hermogenesa z Tarsos (zachowany)